# Manns Harbor
Manns Harbor è un census-designated place (CDP) degli Stati Uniti d'America, situato nello stato della Carolina del Nord, nella contea di Dare. Secondo il censimento del 2020 gli abitanti di Manns Harbor ammontavano a 790.

## Storia
Prima dell'arrivo dei coloni, nella zona vicino a Manns Harbor, sorgeva un villaggio di nativi americani.